# Louis Delbruyère
Louis-Francois-Florian Delbruyere (* 27. Oktober 1860 in Trazegnies, Belgien; † 24. August 1894 in Dungu, Kongo-Freistaat) war ein belgischer Soldat und Kolonialadministrator, der ab Anfang der 1890er Jahre für den belgischen König Leopold II. im Kongo-Freistaat diente. Er war insbesondere im Osten des Kongo beim Kampf gegen arabische Sklavenhändler und Mahdisten aktiv.

## Biographie
Delbruyere war der Sohn von Louis-Paul Delbruyèr und Antoinette Larsimont. Er schlug die Militärlaufbahn ein und diente im Juli 1889 als Leutnant der Artillerie.
Am 6. Oktober 1892 reiste er als Hauptmann der Force Publique in den Kongo ab. Bei seiner Ankunft in Afrika am 2. November 1892 wurde er dem Bezirk Haut-Uele zugeteilt und zum Stellvertreter von Florimond Delanghe ernannt, der gerade von Milz das Kommando über eine Expedition zum Nil übernommen hatte.
Delbruyère erreichte Dungu etwa im Mai 1893 und traf dort auf Delanghes. Dieser war dabei, die Machtposition des Freistaates Kongo am unteren Nil gegen die Mahdisten und marodierende Söldner wieder zu festigen. Zu diesem Zweck brachen Delanghes und Delbruyère im Juni 1893 in Richtung Aléma auf. Delanghe ging weiter nach Ganda, während Delbruyère am 3. Juli mit einer Abteilung aus Gumbiri in Richtung Muggi aufbrach, um dort einen Vorposten zur Überwachung der Mahdisten zu errichten. Von dort sollte er Laboré erreichen, um sich Delanghe erneut anzuschließen. Doch in Muggi änderte sich die Lage. Delanghe traf dort ebenfalls ein und beide setzten die Reise am 31. Juli in Richtung Laboré fort, wo der Bau des sog.  „Fort Léopold II“ begonnen hatte, einer Zeriba auf einem Felsvorsprung.
Auf Delanghes Befehl sollte Delbruyère vor Ort bleiben, um die Gegend als Operationsbasis für die Besetzung des Albertsees zu sichern, während Delanghe Richtung Westen gehen wollte, um seinen Nachfolger Ernest Baert zu empfangen.
Delbruyère, der in Laboré zurückgelassen wurde, hatte dort in der Folge ernsthafte Versorgungsschwierigkeiten und geriet gegen die Mahdisten unter Druck. Am 30. September ließ er zwei Kompanien ägyptischer Söldner, ehemalige Soldaten von Emin Pascha, zur Verteidigung von Labore zurück und ging mit mehreren europäischen Begleitern, darunter der Übersetzer William Hoffmann, in Richtung Muggi und Monte Moia. Damit war Laboré von den letzten dort verbliebenen Offizieren evakuiert worden. Delbruyère und Hoffmann waren noch am Monte Moia vor Ort, als Delanghe ihm Ende Oktober befahl, eben diesen zu räumen und sich ihm in Ganda anzuschließen. Überall kam es immer häufiger zu Desertationen unter den Irregularen. Von Magora aus gab Baert den Befehl, alle irregulären Truppen von Mundu, Makrakra und Azande zu entwaffnen. Delbruyère, der bis Kobo vorgerückt war, setzte seine Reise nun ab dem 24. November über Ndirfi nach Magora fort, das er Ende November erreichte. Er traf auf Baert und am 9. Dezember brachen alle Europäer, darunter auch Delanghe der inzwischen eingetroffen war, von dort nach Mundu auf. Die Reise war durch ständige Angriffe der Mahdisten geprägt. Trotzdem erreichte die Kolonne den Ort am 11. Dezember. Die Versorgungslage dort war sehr schlecht und die meisten Europäer, darunter Delbruyère erkrankten an einer Lebererkrankung.
In der Folge wurde Delanghe das Kommando über Mundu übertragen. Da er im März erkrankte, übergab er das Kommando über den Posten am 10. an Delbruyère.
Am 12. März wurde Mundu von den Mahdisten eingeschlossen, konnte aber durch verschiedene Kontingente der Force Publique entsetzt werden. In der Folge gab es Überlegungen, den oberen Dungu aus Sicht des Freistaates aufzugeben, um die Posten von Dungu und Gumbari zu verstärken. Im Juni 1894 wurde Delbruyère zum Leiter der Dungu-Station ernannt. Wenige Tage nach Baerts Tod in Dungu erlag auch Delbruyère am 24. August 1894 einem Hämaturie-Anfall.